# Papatlar
Papatlar är en ort i Mexiko.   Den ligger i kommunen Tamiahua och delstaten Veracruz, i den sydöstra delen av landet, 250 km nordost om huvudstaden Mexico City. Papatlar ligger 104 meter över havet och antalet invånare är 257.
Terrängen runt Papatlar är huvudsakligen platt, men åt sydväst är den kuperad. Terrängen runt Papatlar sluttar österut. Runt Papatlar är det ganska glesbefolkat, med 36 invånare per kvadratkilometer. Närmaste större samhälle är Temapache, 17,2 km söder om Papatlar. Trakten runt Papatlar består till största delen av jordbruksmark.